# Changtan (sockenhuvudort i Kina, Hunan Sheng, lat 28,82, long 109,31)
Changtan (kinesiska: 长潭, 长潭乡) är en sockenhuvudort i Kina. Den ligger i provinsen Hunan, i den södra delen av landet, omkring 360 kilometer väster om provinshuvudstaden Changsha. Antalet invånare är 8 589. Befolkningen består av 4 172 kvinnor och 4 417 män. Barn under 15 år utgör 20,0 %, vuxna 15-64 år 69 %, och äldre över 65 år 10,0 %.
Runt Changtan är det ganska tätbefolkat, med 139 invånare per kvadratkilometer. Närmaste större samhälle är Liye, 3,4 km sydväst om Changtan. I omgivningarna runt Changtan växer huvudsakligen savannskog.
Genomsnittlig årsnederbörd är 1 705 millimeter. Den regnigaste månaden är maj, med i genomsnitt 293 mm nederbörd, och den torraste är december, med 26 mm nederbörd.